# 狗神煌
狗神煌（日语：狗神 煌，5月14日—），是日本京都府出身的女性漫画家、插画家、游戏原画家。也曾经参加Cosplay活动。

## 人物
- 身高約150cm、體重37.5kg，因此被列入蘿莉繪師，性格屬於天然呆，無法使用敬語。（出自漫畫版H2O後記）
- 喜好貓、酒、肉、柚子。討厭辣的食物。
- 真實相貌不明，以往有參與的活動也都是禁止攝影。
  - 不過2019年8月時SCA-自的推特上貼有狗神煌約10年多前的cosplay照。
- 由於擔任《H2O -FOOTPRINTS IN THE SAND-》漫畫作者而和KeroQ（枕）有深入來往。
- 參與《Supreme Candy》時，原畫表示為平假名的，是因為當時被說標示漢字不容易念、並非18禁作品的緣故而使用平假名。由於漢字表記已經被廣為認識，往後將只使用漢字名稱[1]。

## 作品列表

### 漫画
- H2O -FOOTPRINTS IN THE SAND-（已发行2卷、原作：枕，月刊CompAce連載、角川書店）
- 蝦掰天文社 公立海老栖川高中天悶社（月刊CompAce2008年12月号起开始連載、角川書店）

### 插画
- 碧陽學園學生會議事錄 (本篇：10卷、番外篇：8卷、外傳・後日談：2卷、設定集：1卷  原作：葵关南，富士見Fantasia文庫）
- 旋風管家!3 目標熱情創造者! 三千院凪的作風（ハヤテのごとく!3 めざせ情熱クリエーター! 三千院ナギの流儀）
- 大小姐姐妹的命令!（お嬢様姉妹の命令ですっ! （原作：七海ユウリ、美少女文庫））
- えびてん 綺譚奇譚（（著：すかぢ，角川Sneaker文庫）））

### 畫集
- 學生會的一存 狗神煌畫集 （生徒会の一存 狗神煌画集）
- 狗神煌Artworks 猫毒HOLIC (中文版由台灣角川代理)
- 狗神煌Artworks 猫毒Parade (限定版：封面與通常版不同，附贈毛毯(51.5*72.8cm))

### 游戏
- Supreme Candy（しゅぷれ〜むキャンディ 〜王道には王道たる理由があるんです!〜）
- 學生會的一存 -DS學生會-（生徒会の一存 -DSする生徒会-）
- 向日葵的教會與長夏假期（向日葵の教会と長い夏休み）
- 魔女戀愛日記（魔女こいにっき）
- 櫻之詩 －在櫻花之森上飛舞－（サクラノ詩 －櫻の森の上を舞う－）
- 櫻之刻 －在櫻花之森下漫步-（サクラノ刻 -櫻の森の下を歩む-）（以「いぬきら」名義）

### 封面插畫
- 寒蟬鳴泣之時小說集(2)（ひぐらしのなく頃にノベルアンソロジー）
- 魔法少女奈葉漫畫集（魔法少女リリカルなのはコミックアラカルト）